# 川崎幸病院
社会医療法人財団石心会　川崎幸病院（しゃかいいりょうほうじんざいだんせきしんかい・かわさきさいわいびょういん）は、川崎市の幸区にある病院。2013年4月1日に川崎南部二次医療圏における地域医療支援病院の承認を受けた。

## 沿革
- 1973年（昭和48) - 川崎幸病院開設（医療法人財団石心会設立）[1]
- 1979年（昭和54)-  往診・訪問看護に着手／南棟完成／地域保健部発足／在宅酸素開始
- 1984年（昭和59)- 全身用CT導入／増床工事一部完成・ICU移転／竣工（病床数206床）
- 2000年（平成12)-  日本病院機能評価機構　病院機能評価・一般病院Ｂ取得／急性期病院加算取得
- 2002年（平成14)-  脳血管センター、心臓病センター開設
- 2003年（平成15)-  大動脈センター開設／厚生労働省臨床研修病院（管理型）指定
- 2006年（平成18)-  SCU設置／／DPC導入
- 2007年（平成19)-  消化器病センター開設／ACU（大動脈疾患治療ユニット）設置
- 2009年（平成21)-  社会医療法人認可取得
- 2010年（平成22)-  泌尿器科レーザー治療センター開設
- 2011年（平成23)-  日本病院機能評価機構（Ver.6）更新認定
- 2012年（平成24) -  川崎市幸区大宮町に新築移転／中原分院と統合し病床数265床に変更（6月）
  - 放射線治療センターを新設、がんの放射線治療を開始（7月）
  - 川崎市より「川崎市重症患者救急対応病院」の指定を受け、61床を加え326床に増床（9月）
  - 救急・総合診療部を発足（9月）
  - 大動脈センターを川崎大動脈センターに名称変更（9月）
  - ESWL（体外衝撃波尿路結石・胆石破砕術）治療を開始（10月）
- 2013年（平成25) - 地域医療支援病院承認
- 2015年（平成27) - 日本病院機能評価機構(3rdG：Ver.1.1)更新認定
- 2019年（令和元）- 整形外科・関節外科を系列のさいわい鶴見病院（現　横浜石心会病院　）に移管。

## 診療科
- 脳血管センター
  - 脳神経外科
  - 脳血管内治療科
- 川崎心臓病センター
  - 心臓外科
  - 循環器内科
- 川崎大動脈センター
  - 血管内治療科
  - 大動脈外科
- 消化器病センター
  - 外科・消化器外科
  - 消化器内科
- 泌尿器内視鏡治療センター
  - 泌尿器科
- 放射線治療センター
  - 放射線治療科
- 総合内科
- 腎臓内科
- 婦人科
- 形成外科
- 麻酔科
- 放射線診断科
- 病理科
- 救急科

## 医療機関の指定等
- 地域医療支援病院
- 各種保険
- 労働災害法
- 生活保護法
- 結核予防法
- 身体障害者福祉法
- 老人福祉法
- 公害健康被害補償法
- 被爆者医療
- 更生医療
- 川崎市がん検診指定医療機関
- 臨床修練病院等指定医療機関日本医療機能評価認定施設「一般病院2（3rdG:Ver.1.1）」（平成27年11月更新）

## 関連施設
- 川崎幸クリニック
- 第二川崎幸クリニック
- 川崎クリニック
- さいわい鹿島田クリニック
- アルファメディック・クリニック
- 川崎健診クリニック
- 地域ケアセンター
- さいわいヘルパーステーション
- 新川崎居宅介護支援事業所
- 福祉用具レンタルさいわい
- かしまだ地域包括支援センター
- さいわい訪問看護ステーション
- さいわい鶴見病院

## 交通アクセス
- JR川崎駅西口から約750ｍ　徒歩10分。
- なおJR川崎駅西口より無料巡回シャトルバスが設定させていたが運休している[2]。